# Futebol de 7 nos Jogos Paralímpicos de Verão de 2012
As competições de futebol de 7 nos Jogos Paralímpicos de Verão de 2012 foram disputadas entre os dias 1 e 9 de setembro na Riverbank Arena, em Londres.
O futebol de 7 é disputado por duas equipes de 7 jogadores cada. Todos os atletas possuem algum tipo de paralisia cerebral e são divididos em 4 classes, de acordo com o grau de deficiência:
- C5: Atletas com dificuldades ao andar e correr, mas não quando sentados ou chutando uma bola;
- C6: Atletas com dificuldades de controle e coordenação motora nos braços, especialmente enquanto correm;
- C7: Atletas que sofrem de hemiplegia, condição que afeta todos os movimentos de um lado do corpo;
- C8: Atletas que sofrem de contrações musculares involuntárias assim como amiotrofia muscular espinhal.

Durante a partida, cada equipe deverá ter pelo menos um atleta da classe C5 e um da classe C6 em campo. São permitidos no máximo 2 atletas da classe C8 em campo ao mesmo tempo. A partida é dividida em dois tempos de 30 minutos cada. Apenas o torneio masculino é disputado nos Jogos Paralímpicos.

## Calendário
| Agosto/setembro | 29 | 30 | 31 | 1 | 2 | 3 | 4 | 5 | 6 | 7 | 8 | 9 |
| --------------- | -- | -- | -- | - | - | - | - | - | - | - | - | - |
| Futebol de 7    |    |    |    |   |   |   |   |   |   |   |   | 1 |

|  | Dia de competição |  | Dia de final |

## Qualificação
| Competição                                             | Data                             | Sede                    | Vagas | Classificados                                                 |
| ------------------------------------------------------ | -------------------------------- | ----------------------- | ----- | ------------------------------------------------------------- |
| País-sede                                              |                                  |                         | 1     | GBR Grã-Bretanha                                              |
| Campeonato Europeu CPISRA de futebol de sete de 2010   | 15 – 28 de agosto de 2010        | Glasgow, Grã-Bretanha   | 1     | UKR Ucrânia                                                   |
| Campeonato Americano CPISRA de futebol de sete de 2010 | 17 – 27 de outubro de 2010       | Buenos Aires, Argentina | 1     | BRA Brasil                                                    |
| Jogos Para-Asiáticos de 2010                           | 12 – 19 de dezembro de 2010      | Guangzhou, China        | 1     | IRI Irã                                                       |
| Campeonato Mundial CPISRA de futebol de sete de 2011   | 17 de junho – 1 de julho de 2011 | Drente, Países Baixos   | 4     | RUS Rússia NED Países Baixos ARG Argentina USA Estados Unidos |
| Total                                                  |                                  |                         | 8     |                                                               |

## Medalhistas
|  | RUS Rússia |  | UKR Ucrânia |  | IRI Irã |
|  | Aslanbek Sapiev Alexey Tumakov Aleksei Chesmin Ivan Potekhin Eduard Ramonov Andrei Kuvaev Aleksandr Lekov Lasha Murvanadze Viacheslav Larionov Vladislav Raretckii Zaurbek Pagaev Aleksandr Kuligin |  | Kostyantyn Symashko Vitaliy Trushev Yevhen Zinoviev Taras Dutko Anatolii Shevchyk Ivan Shkvarlo Ivan Dotsenko Denys Ponomaryov Oleksiy Hetun Oleksandr Devlysh Volodymyr Antoniuk Igor Kosenko |  | Mehran Nikoee Majd Hashem Rastegarimobin Sadegh Hassani Baghi Farzad Mehri Jasem Bakhshi Ehsan Bouseh Morteza Heidari Bahman Ansari Rasoul Atashafrouz Moslem Akbari Abdolreza Karimizadeh Moslem Khazaeipirsarabi |

## Convocações
Cada uma das equipes participantes enviou 12 atletas, totalizando 96 atletas.

## Primeira fase
Todos as partidas seguem o horário de Londres (UTC+1).

### Grupo A
| Equipe            | P | J | V | E | D | GP | GC | SG  |
| ----------------- | - | - | - | - | - | -- | -- | --- |
| RUS Rússia        | 9 | 3 | 3 | 0 | 0 | 19 | 1  | +18 |
| IRI Irã           | 6 | 3 | 2 | 0 | 1 | 13 | 5  | +8  |
| NED Países Baixos | 3 | 3 | 1 | 0 | 2 | 5  | 13 | -8  |
| ARG Argentina     | 0 | 3 | 0 | 0 | 3 | 1  | 19 | -18 |

|  | Classificados às semifinais |
|  | Eliminados                  |

| 1 de setembro de 2012 | Rússia RUS                                                                                   | 8 - 0     | ARG Argentina | Riverbank Arena, Londres                            |
| 09:00                 | Kuligin 9' 49' · Murvanadze 21' 30' · Ramonov 35' · Kuvaev 38' 58' · Viacheslav Larionov 54' | Relatório |               | Público: 4, 074 pessoas Árbitro: GBR Stephen Conroy |

| 1 de setembro de 2012 | Países Baixos NED | 1 - 4     | IRI Irã                                                | Riverbank Arena, Londres                          |
| 11:15                 | Straatman 52'     | Relatório | Mehri 4' · Akbari 27' · Karimizadeh 30' · Ansari 60+6' | Público: 4, 405 pessoas Árbitro: GBR Ross Haswell |

| 3 de setembro de 2012 | Argentina ARG | 1 - 8     | IRI Irã                                                                                | Riverbank Arena, Londres                           |
| 14:00                 | Romano 47'    | Relatório | Ehsan Bouseh 2' 60+3' · Mehri 6' 58' · Atashafrouz 13' 14' · Bakhshi 18' · Heidari 29' | Público: 10, 561 pessoas Árbitro: GBR Garry Polkey |

| 3 de setembro de 2012 | Rússia RUS                                                                                       | 8 - 0     | NED Países Baixos | Riverbank Arena, Londres                           |
| 16:15                 | Larionov 23' · Ramonov 30' 50' 54' · van Altena 34' (g.c.) · Murvanadze 36' 39' · Potekhin 60+3' | Relatório |                   | Público: 10, 561 pessoas Árbitro: GBR Kevin Wright |

| 5 de setembro de 2012 | Irã IRI          | 1 - 3     | RUS Rússia                                         | Riverbank Arena, Londres                          |
| 09:00                 | Mehri 36' (pen.) | Relatório | Aleksandr Kuligin 18' · Larionov 39' · Ramonov 46' | Público: 4, 276 pessoas Árbitro: GBR Keith Stroud |

| 5 de setembro de 2012 | Argentina ARG | 1 - 4     | NED Países Baixos                | Riverbank Arena, Londres                          |
| 11:15                 | Morana 6'     | Relatório | Lokhoff 11' 54' · Visker 19' 45' | Público: 4, 405 pessoas Árbitro: GBR Ross Haswell |

### Grupo B
| Equipe             | P | J | V | E | D | GP | GC | SG  |
| ------------------ | - | - | - | - | - | -- | -- | --- |
| UKR Ucrânia        | 7 | 3 | 2 | 1 | 0 | 17 | 2  | +15 |
| BRA Brasil         | 7 | 3 | 2 | 1 | 0 | 12 | 1  | +11 |
| GBR Grã-Bretanha   | 3 | 3 | 1 | 0 | 2 | 5  | 10 | -5  |
| USA Estados Unidos | 0 | 3 | 0 | 0 | 3 | 0  | 21 | -21 |

|  | Classificados às semifinais |
|  | Eliminados                  |

| 1 de setembro de 2012 | Ucrânia UKR                                                             | 9 - 0     | USA Estados Unidos | Riverbank Arena, Londres                          |
| 14:00                 | Shkvarlo 1' 7' 41' · Trushev 10' · Shevchyk 16' 30' 39' 48' · Dutko 32' | Relatório |                    | Público: 11, 780 pessoas Árbitro: GBR Hayley Ives |

| 1 de setembro de 2012 | Grã-Bretanha GBR | 0 - 3     | BRA Brasil                              | Riverbank Arena, Londres                             |
| 16:15                 |                  | Relatório | Ronaldo 10' · Wanderson 13' · Yurig 24' | Público: 13, 247 pessoas Árbitro: NED Barry Huizinga |

| 3 de setembro de 2012 | Estados Unidos USA | 0 - 8     | BRA Brasil                                                     | Riverbank Arena, Londres                          |
| 09:00                 |                    | Relatório | Ronaldo 5' 19' · Zeca 20' 39' · Fábio 33' 55' · Mateus 49' 57' | Público: 4, 529 pessoas Árbitro: GBR David Davies |

| 3 de setembro de 2012 | Ucrânia UKR                                                          | 7 - 1     | GBR Grã-Bretanha | Riverbank Arena, Londres                                    |
| 11:15                 | Antoniuk 1' 47' · Shevchyk 9' 10' · Devlysh 15' 54' · Ponomaryov 58' | Relatório | Diallo 41'       | Público: 9, 329 pessoas Árbitro: BRA Álvaro Azeredo Quelhas |

| 5 de setembro de 2012 | Brasil BRA | 1 - 1     | UKR Ucrânia  | Riverbank Arena, Londres                       |
| 14:00                 | Yurig 9'   | Relatório | Dotsenko 35' | Público: 9, 994 pessoas Árbitro: GBR Tom Nield |

| 6 de setembro de 2012 | Estados Unidos USA | 0 - 4     | GBR Grã-Bretanha                                          | Riverbank Arena, Londres                                     |
| 16:15                 |                    | Relatório | Richmond 20' · Fletcher 37' · Diallo 53' · Paterson 60+2' | Público: 12, 274 pessoas Árbitro: BRA Álvaro Azeredo Quelhas |

## Fase eliminatória

### Fase de consolação
|  | Disputa pelo 5º-8º lugar | Disputa pelo 5º-8º lugar | Disputa pelo 5º-8º lugar |  |  | Disputa pelo 5º lugar | Disputa pelo 5º lugar | Disputa pelo 5º lugar |
|  |                          |                          |                          |  |  |                       |                       |                       |
|  | A3                       | NED Países Baixos        | 5                        |  |  |                       |                       |                       |
|  | B4                       | USA Estados Unidos       | 0                        |  |  |                       |                       |                       |
|  |                          |                          |                          |  |  | A3                    | NED Países Baixos     | 3                     |
|  |                          |                          |                          |  |  | A4                    | ARG Argentina         | 0                     |
|  | B3                       | GBR Grã-Bretanha         | 3                        |  |  |                       |                       |                       |
|  | A4                       | ARG Argentina            | 4                        |  |  | Disputa pelo 7º lugar | Disputa pelo 7º lugar | Disputa pelo 7º lugar |
|  |                          |                          |                          |  |  | B4                    | USA Estados Unidos    | 1                     |
|  |                          |                          |                          |  |  | B3                    | GBR Grã-Bretanha      | 3                     |

### Disputa pelo 5º-8º lugar
| 7 de setembro de 2012 | Países Baixos NED                                                | 5 - 0     | USA Estados Unidos | Riverbank Arena, Londres                          |
| 09:00                 | Straatman 16' 33' · Visker 35' · Swinkels 39' (pen.) · Kooij 59' | Relatório |                    | Público: 3, 848 pessoas Árbitro: GBR Alex Kirkley |

| 7 de setembro de 2012 | Grã-Bretanha GBR                                 | 3 - 4 (pro) | ARG Argentina                  | Riverbank Arena, Londres                            |
| 11:30                 | Diallo 14' · Dimbylow 27' · Patrick-Heselton 78' | Relatório   | Lugrin 29' · Vivot 40' 69' 73' | Público: 9, 942 pessoas Árbitro: NED Barry Huizinga |

### Disputa pelo 7º lugar
| 9 de setembro de 2012 | Estados Unidos USA | 1 - 3 (pro) | GBR Grã-Bretanha                       | Riverbank Arena, Londres                             |
| 08:30                 | Renteria 20'       | Relatório   | Barker 29' · Diallo 70' · Fletcher 74' | Público: 10, 561 pessoas Árbitro: NED Barry Huizinga |

### Disputa pelo 5º lugar
| 9 de setembro de 2012 | Países Baixos NED | 3 - 0     | USA Estados Unidos | Riverbank Arena, Londres                                    |
| 11:00                 | Visker 9' 12' 18' | Relatório |                    | Público: 7, 490 pessoas Árbitro: BRA Álvaro Azeredo Quelhas |

### Fase final
|  | Semifinais | Semifinais  | Semifinais |  |  | Final               | Final               | Final               |
|  |            |             |            |  |  |                     |                     |                     |
|  | A1         | RUS Rússia  | 3          |  |  |                     |                     |                     |
|  | B2         | BRA Brasil  | 1          |  |  |                     |                     |                     |
|  |            |             |            |  |  | A1                  | RUS Rússia          | 1                   |
|  |            |             |            |  |  | B1                  | UKR Ucrânia         | 0                   |
|  | B1         | UKR Ucrânia | 2          |  |  |                     |                     |                     |
|  | A2         | IRI Irã     | 1          |  |  | Disputa pelo bronze | Disputa pelo bronze | Disputa pelo bronze |
|  |            |             |            |  |  | B2                  | BRA Brasil          | 0                   |
|  |            |             |            |  |  | B1                  | IRI Irã             | 5                   |

### Semifinais
| 7 de setembro de 2012 | Rússia RUS                                | 3 - 1     | BRA Brasil    | Riverbank Arena, Londres                          |
| 14:00                 | Larionov 23' · Potekhin 34' · Kuligin 48' | Relatório | Wanderson 26' | Público: 7, 383 pessoas Árbitro: GBR Ross Haswell |

| 7 de setembro de 2012 | Ucrânia UKR                 | 2 - 1     | Irã IRI     | Riverbank Arena, Londres                            |
| 16:30                 | Dotsenko 37' · Shkvarlo 57' | Relatório | Bakhshi 51' | Público: 2, 900 pessoas Árbitro: GBR Stephen Conroy |

### Disputa pelo bronze
| 9 de setembro de 2012 | Brasil BRA | 0 - 5     | IRI Irã                                             | Riverbank Arena, Londres                           |
| 13:30                 |            | Relatório | Atashafrouz 17' 23' · Mehri 20' 60+1' · Bakhshi 57' | Público: 11, 197 pessoas Árbitro: GBR Kevin Wright |

### Final
| 9 de setembro de 2012 | Rússia RUS  | 1 - 0     | UKR Ucrânia | Riverbank Arena, Londres                           |
| 16:00                 | Ramonov 44' | Relatório |             | Público: 13, 360 pessoas Árbitro: GBR Keith Stroud |

## Classificação final
| Pos.   | País               |
| ------ | ------------------ |
| Ouro   | RUS Rússia         |
| Prata  | UKR Ucrânia        |
| Bronze | IRI Irã            |
| 4      | BRA Brasil         |
| 5      | NED Países Baixos  |
| 6      | ARG Argentina      |
| 7      | GBR Grã-Bretanha   |
| 8      | USA Estados Unidos |

| Jogos Paralímpicos de Verão de 2012     |
| --------------------------------------- |
| Rússia Medalha de ouro (segundo título) |

## Artilharia
| 6 gols (3) - IRI Farzad Mehri - NED Iljas Visker - UKR Anatolii Shevchyk 5 gols (2) - RUS Viacheslav Larionov - RUS Eduard Ramonov 4 gols (5) - GBR Ibrahima Diallo - IRI Rasoul Atashafrouz - RUS Aleksandr Kuligin - RUS Lasha Murvanadze - UKR Ivan Shkvarlo 3 gols (4) - ARG Brian Vivot - BRA Ronaldo - IRI Jasem Bakhshi - NED Dennis Straatman | 2 gols (13) - BRA Fábio - BRA Zeca - BRA Mateus - BRA Wanderson - BRA Yurig - GBR George Fletcher - IRI Ehsan Bouseh - NED Stephan Lockhoff - RUS Andrei Kuvaev - RUS Ivan Potekhin - UKR Ivan Dotsenko - UKR Oleksandr Devlysh - UKR Volodymyr Antoniuk 1 gol (18) - ARG Mariano Morana - ARG Matías Fernández Romano - ARG Rodrigo Lugrin | 1 gol (cont.) - GBR Alistair Patrick-Heselton - GBR James Richmond - GBR Jonny Patterson - GBR Matthew Dimbylow - GBR Michael Barker - IRI Abdolreza Karimizadeh - IRI Bahman Ansari - IRI Morteza Heidari - IRI Moslem Akbari - NED John Swinkels - NED Peter Krooij - UKR Denys Ponomaryov - UKR Taras Dutko - UKR Vitaliy Trushev - USA Rene Renteria Gol contra (1) - NED George Van Altena (a favor da Rússia) |